# Oriental, Guerrero
Oriental är en ort i Mexiko.   Den ligger i kommunen Iliatenco och delstaten Guerrero, i den sydöstra delen av landet, 270 km söder om huvudstaden Mexico City. Oriental ligger 1 062 meter över havet och antalet invånare är 370.
Terrängen runt Oriental är kuperad åt sydost, men åt nordväst är den bergig. Runt Oriental är det ganska glesbefolkat, med 45 invånare per kvadratkilometer. Närmaste större samhälle är Iliatenco, 0,22 km nordväst om Oriental. I omgivningarna runt Oriental växer huvudsakligen savannskog.